# Апигенин
Апигенин — один из наиболее распространённых агликонов флавонов, природный антиоксидант обладающий антивоспалительными и антиканцерогенными свойствами. В растениях обычно образуется в результате окисления нарингенина под воздействием фермента флаванонсинтазы. Содержится во фруктах и овощах, а также в лекарственных растениях ромашка аптечная (Matricaria recutita) и пижма девичья (Tanacetum parthenium). Его особенно много в петрушке, сельдерее, лимоне. 

## История
Апигенин был открыт в 1938 году биохимиком Альбертом Сент-Дьёрдьи. На первом этапе это вещество отнесли к витамину P, но затем обнаружилось, что оно «не является жизненно необходимым веществом». По этой причине апигенин изъяли из группы витаминов.

## Биологическая активность
Исследования показали, что апигенин обладает антираковыми профилактическими свойствами и, помимо этого, уничтожает злокачественные клетки.
Механизмы противоракового действия апигенина по всей видимости связаны с его способностью инициировать различные механизмы гибели клеток, такие как апоптоз, аутофагия, а также некроптоз и ферроптоз.

По мнению С. Гупты и С. Шуклы, 
результаты предварительных исследований на культурах клеток и на животных позволяют предположить, что диета, богатая апигенином, снижает риск заболеваний раком молочной железы, пищеварительного тракта, кожи, простаты, а также некоторых гематологических заболеваний.
 Отмечается, что максимальная антипролиферативная активность выявляется при инкубации клеток рака молочной железы с апигенином, минимальная с нарингенином.
Установлено, что апигенин, входящий в состав петрушки и сельдерея, при пероральном приёме замедлял канцерогенез предстательной железы и повышал выживаемость мышей TRAMP (Transgenic Adenocarcinoma of the Mouse Prostate).
Ингибирование апигенином фермента CD38, активность которого растет при ряде заболеваний и старении человеческого организма, приводит к увеличению НАД+, что способствует поддержанию здоровья и долголетия.
Апигенин является фитоэстрагеном и действует как агонист эстрогена.

## Гликозиды
Встречающиеся в природе гликозиды, образованные комбинацией апигенина с сахарами, включают:
- Апиин (apigenin 7-O-apioglucoside)
- Апигетрин (apigenin 7-glucoside)
- Витексин (apigenin 8-C-glucoside)
- Изовитексин (apigenin 6-C-glucosid)
- Роифолин (apigenin 7-O-neohesperidoside)
- Шафтозид (apigenin 6-C-glucoside 8-C-arabinoside)